# Niiza
Niiza (japanska: 新座市  ?, Niiza-shi) är en stad i Saitama prefektur i Japan. Staden fick stadsrättigheter 1970. 
Staden ligger i prefekturens södra del på gränsen till Tokyo och är en del av Stortokyo.